# 乌尼夫洛尔
乌尼夫洛尔是巴西巴拉那州的一个市镇。总面积94.819平方公里，总人口2484人，人口密度26.2人/平方公里。